# 野村与曽市
野村 与曽市（のむら よそいち、1889年（明治22年）10月15日 - 1975年（昭和50年）1月12日）は、日本の実業家。電気化学工業社長や日本カーバイド工業会会長、電気化学協会会長等を歴任し、カーバイド石灰窒素工業の発展に尽力した。

## 来歴・人物
滋賀県愛知郡東押立村大字大沢生まれ。東押立尋常高等小学校を経て、1909年東京府立第四中学校（現東京都立戸山高等学校）卒業。1913年東京高等商業学校（現一橋大学）卒業、北海カーバイド工場入社。1915年電気化学工業青海工場長。1936年電気化学工業常務取締役。1946年電気化学工業専務取締役・特別管理人。1949年電気化学工業代表取締役副社長。1951年電気化学工業代表取締役社長。1955年電気化学協会会長、日本カーバイド工業会会長。カーバイド石灰窒素工業の生産合理化等に寄与したとして、1959年に藍綬褒章を受章。1965年勲二等瑞宝章受章。1968年電気化学工業代表取締役会長。1970年電気化学協会名誉会員。

## 親族
宇野収は甥。